# Carmen Martín
Carmen Dolores Martín Berenguer, née le 29 mai 1988 à Roquetas de Mar, Almería, est une joueuse de handball espagnole évoluant au poste d'ailière droite. 

## Biographie
Après sa fracture de la main en décembre 2013, le club slovène du RK Krim résilie son contrat pour raisons économiques.
Pour la saison 2017-2018, elle rejoint le club de Nice, en même temps que sa coéquipière à Bucarest, Linnea Torstenson.
À l'été 2019, elle retourne au CSM Bucarest, toujours en compagnie de Linnea Torstenson.

## Palmarès

### Sélection espagnole
Jeux olympiques
- médaille de bronze aux Jeux olympiques de 2012

championnat du monde
- médaille de bronze au championnat du monde 2011

championnats d'Europe
- finaliste du championnat d'Europe 2014
- finaliste du championnat d'Europe 2008[5]

autres
- finaliste du championnat d'Europe junior en 2007[6]

### Clubs
compétitions internationales
- vainqueur de la Ligue des champions en 2016 (avec CSM Bucarest)
- finaliste de la Ligue des champions en 2011 (avec SD Itxako)

compétitions nationales
- championne de Roumanie en 2015, 2016 et 2017 (avec CSM Bucarest)
- championne de Slovénie en 2013 et 2014 (avec RK Krim)
- championne d'Espagne en 2011 et 2012 (avec SD Itxako)
- vainqueur de la coupe de la Reine en 2011 et 2012 (avec SD Itxako)
- vainqueur de la supercoupe d'Espagne en 2011 et 2012 (avec SD Itxako)
- vice-championne de France en 2019 (avec OGC Nice)

### Distinctions individuelles
- élue meilleure ailière droite du Championnat d'Europe en 2014[7] et 2018[8]
- élue meilleure ailière droite du Championnat du monde 2021